# Saint-Étienne-la-Thillaye

Saint-Étienne-la-Thillaye este o comună în departamentul Calvados, Franța. În 1 ianuarie 2022 avea o populație de 381 de locuitori.